# Heiloo
Heiloo – miasto leżące w północnej części Holandii. Liczy ok. 22 100 mieszkańców. Powierzchnia wynosi 19 km². Heiloo silnie związane jest z sąsiednim dużym miastem Alkmaar. Gospodarka miasta to przede wszystkim przemysł agrarny i lekki, w którym dominują małe i średnie firmy. Atrakcją turystyczną miasta są m.in. Wittte Kerkje (stary protestancki kościółek) oraz pałacyk Nijenburg. Heiloo jest miastem partnerskim Świętochłowic.

## Miasta partnerskie
- Świętochłowice